# Grammy Award du meilleur album de gospel
Le Grammy Award du meilleur album de gospel (Best Gospel Album) est une récompense décernée lors des cérémonies annuelles des Grammy Awards décernée à l'album de gospel de l'année.

## Lauréats
| Année | Artiste(s)                           | Album                           |
| ----- | ------------------------------------ | ------------------------------- |
| 2022  | CeCe Winans                          | Believe For It                  |
| 2023  | Maverick City Music et Kirk Franklin | Kingdom Book One Deluxe         |
| 2024  | Tye Tribbett                         | All Things New: Live In Orlando |
| 2025  | CeCe Winans                          | More Than This                  |